# Tierras Coloradas, Hidalgo
Tierras Coloradas är en ort i Mexiko.   Den ligger i kommunen Hidalgo och delstaten Michoacán de Ocampo, i den södra delen av landet, 160 km väster om huvudstaden Mexico City. Tierras Coloradas ligger 2 186 meter över havet och antalet invånare är 1 120.
Terrängen runt Tierras Coloradas är huvudsakligen kuperad, men åt nordost är den bergig. Runt Tierras Coloradas är det ganska tätbefolkat, med 90 invånare per kvadratkilometer. Närmaste större samhälle är Ciudad Hidalgo, 9,8 km öster om Tierras Coloradas. I omgivningarna runt Tierras Coloradas växer huvudsakligen savannskog.